# Пластуновскаја
Пластуновскаја (рус. Пластуновская) насељено је место руралног типа (станица) на југозападу европског дела Руске Федерације. Налази се у централном делу Краснодарске покрајине и административно припада њеном Динском рејону.
Према подацима националне статистичке службе РФ за 2017. станица је имала 11.886 становника и једно је од већих сеоских насеља у земљи.

## Географија
Станица Пластуновскаја се налази у централном делу Краснодарске покрајине на неких 36 километара североисточно од покрајинског центра Краснодара, односно на око 9 км северно од рејонског центра, станице Динскаје. Село лежи у јужном делу Кубањско-приазовске степе на надморској висини од око 35 метара, и кроз њега протиче река Кочети, десна притока Кирпилија.
Кроз село пролази деоница националног аутопута М4 „Дон” који повезује Новоросијск са Москвом, те железничка пруга која води од Краснодара ка Тихорецку.

## Историја
Село Пластуновско основали су 1794. Кубањски Козаци и било је то једно од првих 40 козачких насеља на том делу Кубања. Име насеља потиче од козачких пешадинаца извиђача, пластуна. Насеље се првобитно налазило на десној обали Кубања, нешто западније од садашњег насеља Старокорсунскаја, а на садашњи локалитет премештено је 1814. године.
Према подацима из 1915. у селу је живело нешто преко 11.000 становника. Једно кратко време, од децембра 1934. до фебруара 1935. станица Пластуновскаја је била административни центар тадашњег Пластуновског рејона.

## Демографија
Према подацима са пописа становништва 2010. у селу је живело 10.610 становника, док је према проценама за 2017. ту живело 11.886 становника.
| 1989. | 2002. | 2010.  | 2017.  |
| ----- | ----- | ------ | ------ |
| [ 2 ] | 9.481 | 10.264 | 11.886 |